# Lago South Oromocto
O lago South Oromocto é um lago de barragem localizado no condado de York, província de New Brunswick, no Canadá.

## Descrição
Esta superfície lagunar encontra-se nas coordenadas geográficas 45º24' N 66º38' W.
O lago South Oromocto encontra-se localizado a apenas 8,7 milhas de Mount Pleasant, local também da província de New Brunswick. 
É um local bastante procurado pelos pescadores que aqui vão encontrar uma variedade de peixes bastante apreciável e onde estão incluídos a truta-comum, o Micropterus dolomieu e o salmão.